# Пырчино
Пырчино — исчезнувший посёлок в Александровском районе Томской области России. На момент упразднения входил в состав Новоникольского сельского поселения. Упразднён в 2004 году.

## География
Посёлок располагался на левом берегу реки Обь, напротив острова Верхний Пырчинский, в 8 км (по прямой) к юго-западу от села Новоникольское.

## История
По данным на 1926 год юрты Пырчины Верхние состояли из 17 хозяйств, основное население — остяки. В административном отношении входили в состав Новоникольского сельсовета Александровского района Томского округа Сибирского края.
Постановлением Томской облдумы от 30 сентября 2004 года № 1488 посёлок Пырчино исключён из учётных данных.

## Население
| 1926 | 1939 | 1952 | 1959 | 1970 | 1979 | 1989 |
| ---- | ---- | ---- | ---- | ---- | ---- | ---- |
| 64   | ↗109 | ↘66  | ↗75  | ↘68  | ↘33  | ↘29  |
| 2002 |      |      |      |      |      |      |
| ↘2   |      |      |      |      |      |      |

По данным переписи 2002 года в национальном составе посёлка русские составляли 50 % населения, ханты — 50 %.